# Omowunmi Sadik
Omowunmi A. Sadik, detta Wunmi (Lagos, 19 giugno 1964), è una chimica e inventrice nigeriana, attualmente impiegata all'Università di Binghamtom.
La sua attività di ricerca ha portato allo sviluppo di biosensori con microelettrodi per la rilevazione di droghe ed esplosivi. Al momento è impegnata nello sviluppo di tecnologie per il riciclo di ioni metallici da materiali di scarto, con applicazioni in campo industriale ed ambientale. Sadik è cofondatrice dell'associazione non-profit Sustainable Nanotechnology Organization, istituita nel 2012.

## Primi anni ed educazione
Sadik è nata nel 1964 a Lagos in Nigeria. La famiglia, in cui sono presenti altri scienziati, ha sin dalla tenera età incentivato i suoi interessi in campo fisico, chimico e biologico. Nel 1985 Sadik ha conseguito la laurea di primo livello e due anni dopo, nel 1987, la laurea specialistica in Chimica presso la University of Lagos. Ha successivamente frequentato la Wollongong University in Australia, dove ha conseguito il dottorato di ricerca in Chimica.

## Carriera
Supportata da una borsa di dottorato concessa dal National Research Council, ha lavorato come ricercatrice presso l'Agenzia per la protezione dell'ambiente statunitense dal 1994 al 1996. Inizialmente assunta come ricercatrice, è stata promossa al titolo di Professore associato nel 2002 e Professore Ordinario nel 2005 a Binghamton, New York. In quel periodo è diventata anche direttrice del Centro per Sensori Avanzati & Sistemi Ambientali (CASE) di Binghamton. Ha inoltre visitato svariate istituzioni tra cui il Laboratorio di Ricerche Navali statunitense, la Cornell University, e l'Università di Harvard.
La ricerca di Sadik riguarda la scienza delle superfici, con particolare enfasi sullo sviluppo di biosensori con applicazioni in campo chimico-ambientale. Sadik ha studiato materiali polimerici con proprietà conduttive, scoprendoli adatti alla costruzione di sensori. Ha sviluppato biosensori con microelettrodi in grado di individuare tracce minime di materiale organico, una tecnologia con alto potenziale di impiego per la rivelazione di droghe ed esplosivi. Sadik è attiva anche nella ricerca di metodi per la detossificazione dell'ambiente da materiali di rifiuto come ad esempio l'organocloruro, allo scopo di mettere a punto nuove tecnologie di riciclo di ioni metallici provenienti da scarti industriali e ambientali. In uno dei suoi progetti, l'utilizzo di enzimi microbici ha aumentato dal 40% al 98% il tasso di conversione del cromo esavalente (VI), componente altamente tossico, in cromo trivalente (III), che è invece è non tossico.
Sadik ha pubblicato più di 135 articoli di ricerca scientifica in riviste peer-reviewed e applicazioni di brevetti; è titolare di alcuni brevetti statunitensi su determinati tipi di biosensori. Nel 2011 ha presieduto la Gordon Conference on Environmental Nanotechnology. Nel 2012, Sadik e Barbara Karn hanno fondato la Sustainable Nanotechnology Organization, un'organizzazione professionale internazionale non-profit, per promuovere l'uso sostenibile delle nanotecnologie in tutto il mondo.
Nel 2010 Sadik è stata eletta come membro della Royal Society of Chemistry e dell'American Institute for Medical and Biological Engineering nel 2012. Fa anche parte della American Chemical Society. Le sue collaborazioni includono l'Agenzia per la protezione dell'Ambiente e la National Science Foundation, due agenzie governative per la protezione dell'ambiente e la promozione della ricerca scientifica. Ha fatto inoltre parte del gruppo di studio per lo sviluppo dei sistemi di strumentazione dei National Institutes of Health. Al momento è impegnata in una collaborazione internazionale in un progetto guidato dall'UNESCO a cui partecipano anche il Centro Internazionale di Biodinamica a Bucarest in Romania, la Ege University in Turchia e la University of Fukui in Giappone.

## Onorificenze e riconoscimenti
- 2000, National Research Council (NRC) COBASE fellowship[11]
- 2001, Chancellor's Award for Research in Science and Medicine, SUNY[10]
- 2002, Chancellor's Award for Premier Inventors, SUNY
- 2003–2004, Distinguished Radcliffe Fellowship from Harvard University[12]
- 2005–2006, NSF Discovery Corps Senior Fellowship[13]
- 2016, Nigerian National Order of Merit[14]
- Nigerian National Order of Merit (NNOM) 2016[senza fonte]
- 2017, Jefferson Science Fellow[15]
- Australian Merit Award[senza fonte]